# 保罗·斯库里·巴瓦
保罗·德斯蒙德·斯库里·巴瓦（Paul Desmond Scully-Power，1944年5月28日—）是一位美籍澳大利亚裔海洋学家、技术专家和商业主管。

## 生平
1984年，作为美国海军海底战争中心的一名文职雇员，他参加了NASA航天飞机任务STS-41-G（担任有效载荷专家 ）。他是第一位出生于澳大利亚的航天员，也是第一位留胡须的宇航员。 

## 荣誉
获得过澳大利亞勳章。